# Elena Tsineke
Elena Tsineke (in greco Έλενα Τσινέκε?; Salonicco, 11 luglio 1999) è una cestista greca.

## Carriera
È stata selezionata dalle Washington Mystics al secondo giro del Draft WNBA 2023 (20ª scelta assoluta).
Con la Grecia ha disputato i Campionati europei del 2021.